# Teufen, Appenzell Ausserrhoden
Teufen (schweizertyska: Tüüfe) är en ort och kommun i kantonen Appenzell Ausserrhoden i Schweiz. Teufen ligger på en liten höjd strax söder om staden Sankt Gallen.

## Historia
Namnet Teufen uppträder för första gången i en urkund från 1272 som Tiuffen. Omkring år 1300 bestod Teufen av 5 bondgårdar.
1377 slöt sig lantbefolkningen i Appenzell, Urnäsch, Teufen och Gais samman, sedan de fått tillåtelse till detta av abboten för Schwabiska stadsförbundet. Alla dessa fyra orter fick en björn på sin vapensköld, och denna vapensköld används fortfarande av Teufen.
Mycket tidigt fick reformationen fotfäste i Appenzell. Genom ett klokt beslut av de styrande i kantonen år 1525 blev det tillåtet för varje församling att själv bestämma om man ville fortsätta att höra till den katolska kyrkan, eller om de skulle ansluta sig till den nya tron. Mot slutet av århundradet skärptes de religiösa motsättningarna, och detta ledde till att kantonen delades år 1597 i de två halvkantonerna Appenzell Innerrhoden (huvudsakligen katolskt) och Appenzell Ausserrhoden (till största delen protestantiskt).
Under den Helvetiska republiken var Teufen huvudort för distriktet med samma namn i kantonen Säntis. 1841 erbjöd kommunen kantonen att den skulle få ha det nya pampiga skolhuset i stadens centrum som rådhus, om Teufen fick bli huvudstad i kantonen. Kantonstyrelsen tackade emellertid nej till erbjudandet, och köpte istället ett palats i Trogen för detta ändamål.
Tack vare linneväveriet och senare bomullsväveriet fick näringslivet i Teufen ett kraftigt uppsving. Under bomullsväveriets blomstringstid lät Teufen byggmästaren Hans Ulrich Grubenmann, som bodde i staden, uppföra en ny, större kyrka år 1779.  På 1850-talet framställdes den första handstickmaskinen. Åren 1880–1890 kallades ”stickeriets gyllene år”. På 1890-talet drabbades textilindustrin av en svår kris, som den under en kort period hämtade sig från, för att efter första världskrigets slut slutligen gå mot sitt totala sammanbrott.

## Befolkning
Teufen är den näst största orten i Appenzell Ausserhoden. Befolkningen har under de senaste åren ökat kontinuerligt i kommunen och 2023 hade Teufen 6 514 invånare.

## Sevärdheter
Väster om Teufen i ortsdelen Niederteufen finns klostret Wonnenstein som grundades år 1379. Själva klostret utgör en exklav och tillhör kommunen Schlatt-Haslen i kantonen Appenzell Innerrhoden trots sitt läge i Teufen.

## Fritid
Teufen har ett antal fritidsanläggningar, till exempel en idrottsanläggning med fotbollsplan och en 400 meter lång löparbana, liksom ett friluftsbad med flera bassänger som värms upp med solfångare.

## Föreningar
I Teufen finns det ett antal föreningar. Den största föreningen i staden är TTV, som är en gymnastikförening. Det finns också en fotbollsklubb, en joddlarklubb och en manskör.